# Rita Coolidge
Rita Coolidge (Lafayette, 1 de mayo de 1945) es una cantante estadounidense ganadora de múltiples Premios Grammy. Durante las décadas de 1970 y 1980, sus canciones estuvieron en las listas de Billboard de música pop, country, Adult Contemporary y jazz.

## Trayectoria
Se hizo conocida como «The Delta Lady» —en español «La Dama del  Delta»— e inspiró a Leon Russell a componerle una canción con el mismo nombre. En noviembre de 1970, conoció a Kris Kristofferson en el aeropuerto de Los Ángeles mientras esperaban el mismo avión a Tennessee. Él decidió continuar el viaje hasta Memphis con ella en lugar de bajarse en Nashville como tenía originalmente planeado; se casaron en 1973. Con él, grabó varios álbumes a dúo, ganando un Premio Grammy por la mejor interpretación country por un dúo o grupo con vocal en 1974 por «From the Bottle to the Bottom» y en 1976 por «Lover Please». 
En 1997, Coolidge fue una de las fundadoras de Walela, un trío de música nativa de Estados Unidos, junto con su hermana Priscilla y la hija de esta, Laura Satterfield. El trío lanzó álbumes de estudio en 1997 (Walela) y 2000 (Unbearable Love), un álbum en vivo y un DVD (Live in Concert) en 2004 y un álbum compilatorio (The Best of Walela) en 2007. Walela significa colibrí en cheroqui.

## Vida privada
Rita viene de ancestros escoceses y nativos americanos cheroquis.
Coolidge estuvo casada con Kris Kristofferson de 1973 a 1980. Tienen un hijo, Casey. Previamente Coolidge estuvo vinculada sentimentalmente a Stephen Stills y Graham Nash; su ruptura con Stills en favor de Nash ha sido citada como causa de la separación inicial en 1970 de Crosby, Stills, Nash & Young.
Coolidge vive en Fallbrook, un pequeño pueblo al sur de California. 

### Álbumes (Norteamérica)
| Año  | Álbum                   | Máxima posición en listas | Máxima posición en listas | Máxima posición en listas | Sello            |
| Año  | Álbum                   | US                        | US Country                | CAN                       | Sello            |
| ---- | ----------------------- | ------------------------- | ------------------------- | ------------------------- | ---------------- |
| 1971 | Rita Coolidge           | 105                       | —                         | 71                        | A&M              |
| 1971 | Nice Feelin'            | 135                       | —                         | —                         | A&M              |
| 1972 | The Lady's Not for Sale | 46                        | —                         | 27                        | A&M              |
| 1974 | Fall into Spring        | 55                        | —                         | 41                        | A&M              |
| 1975 | It's Only Love          | 85                        | —                         | —                         | A&M              |
| 1977 | Anytime...Anywhere      | 6                         | 23                        | 4                         | A&M              |
| 1978 | Love Me Again           | 32                        | —                         | 39                        | A&M              |
| 1979 | Satisfied               | 95                        | —                         | 58                        | A&M              |
| 1980 | Greatest Hits           | 107                       | —                         | 47                        | A&M              |
| 1981 | Heartbreak Radio        | 160                       | —                         | —                         | A&M              |
| 1983 | Never Let You Go        | —                         | —                         | —                         | A&M              |
| 1984 | Inside the Fire         | —                         | —                         | —                         | A&M              |
| 1992 | Love Lessons            | —                         | —                         | —                         | Caliber/Critique |
| 1996 | Out of the Blues        | —                         | —                         | —                         | Beacon           |
| 1998 | Thinkin' About You      | —                         | —                         | —                         | Innerworks       |
| 2005 | And So Is Love          | —                         | —                         | —                         | Concord          |

### Álbumes con Kris Kristofferson
| Año  | Álbum       | Mayores posiciones | Mayores posiciones | Mayores posiciones | Sello    |
| Año  | Álbum       | US Country         | US                 | CAN                | Sello    |
| ---- | ----------- | ------------------ | ------------------ | ------------------ | -------- |
| 1973 | Full Moon   | 1                  | 26                 | 7                  | A&M      |
| 1974 | Breakaway   | 19                 | 103                | 81                 | Monument |
| 1978 | Natural Act | 24                 | 106                | —                  | A&M      |

### Álbumes internacionales
| Año  | Álbum                 | Sello       |
| ---- | --------------------- | ----------- |
| 1990 | Fire Me Back          | Attic       |
| 1991 | Dancing with an Angel | Attic       |
| 1993 | For You               | Alpha       |
| 1995 | Behind the Memories   | Pony Canyon |

### Álbumes recopilatorios
| Año  | Álbum                                           | Sello    |
| ---- | ----------------------------------------------- | -------- |
| 1979 | All About Rita Coolidge (Japanese release)      | A&M      |
| 1980 | Greatest Hits                                   | A&M      |
| 1987 | Classics Volume 5                               | A&M      |
| 1991 | A&M Gold Series (West German release)           | A&M      |
| 1994 | All Time High: Best of Rita Coolidge            | A&M      |
| 1995 | The Collection (Australian release)             | Spectrum |
| 1999 | Master Series                                   | A&M      |
| 2000 | 20th Century Masters - The Millenium Collection | A&M      |
| 2001 | Universal Masters Collection                    | A&M      |
| 2004 | Delta Lady - The Rita Coolidge Anthology        | A&M      |

### Sencillos
| Años | Sencillo                                           | Mayor posición en lista | Mayor posición en lista | Mayor posición en lista | Mayor posición en lista | Mayor posición en lista | Mayor posición en lista | Mayor posición en lista | Álbum                                                |
| Años | Sencillo                                           | US                      | US AC                   | US Country              | CAN                     | CAN AC                  | CAN Country             | UK                      | Álbum                                                |
| ---- | -------------------------------------------------- | ----------------------- | ----------------------- | ----------------------- | ----------------------- | ----------------------- | ----------------------- | ----------------------- | ---------------------------------------------------- |
| 1969 | "Turn Around and Love You"                         | 96                      | —                       | —                       | —                       | —                       | —                       | —                       | single only                                          |
| 1971 | "I Believe in You"                                 | —                       | —                       | —                       | 38                      | 16                      | —                       | —                       | Rita Coolidge                                        |
| 1972 | "Fever"                                            | 76                      | —                       | —                       | —                       | —                       | —                       | —                       | The Lady's Not for Sale                              |
| 1973 | "My Crew"A                                         | flip                    | 38                      | —                       | —                       | —                       | —                       | —                       | The Lady's Not for Sale                              |
| 1973 | "Whiskey, Whiskey"                                 | 106                     | —                       | —                       | —                       | —                       | —                       | —                       | The Lady's Not for Sale                              |
| 1973 | "A Song I'd Like to Sing" (w/Kris Kristofferson)   | 49                      | 12                      | 92                      | 53                      | 3                       | 54                      | —                       | Full Moon                                            |
| 1974 | "Loving Arms" (w/Kris Kristofferson)               | 86                      | 25                      | 98                      | 83                      | 9                       | —                       | —                       | Full Moon                                            |
| 1974 | "Mama Lou"                                         | —                       | —                       | 94                      | —                       | —                       | —                       | —                       | Fall Into Spring                                     |
| 1974 | "Rain" (w/Kris Kristofferson)                      | —                       | 44                      | 87                      | —                       | 40                      | —                       | —                       | Breakaway                                            |
| 1975 | "Lover Please" (w/Kris Kristofferson)              | —                       | 42                      | —                       | —                       | —                       | —                       | —                       | Breakaway                                            |
| 1977 | "(Your Love Has Lifted Me) Higher and Higher"      | 2                       | 5                       | —                       | 1                       | 3                       | —                       | 48                      | Anytime...Anywhere                                   |
| 1977 | "We're All Alone"                                  | 7                       | 1                       | 82                      | 5                       | 1                       | —                       | 6                       | Anytime...Anywhere                                   |
| 1978 | "The Way You Do the Things You Do"                 | 20                      | 9                       | —                       | 16                      | 6                       | —                       | —                       | Anytime...Anywhere                                   |
| 1978 | "Words"                                            | —                       | —                       | —                       | —                       | —                       | —                       | 25                      | Anytime...Anywhere                                   |
| 1978 | "You"                                              | 25                      | 3                       | —                       | 17                      | 1                       | —                       | —                       | Love Me Again                                        |
| 1978 | "The Jealous Kind"                                 | —                       | —                       | 63                      | —                       | —                       | —                       | —                       | Love Me Again                                        |
| 1978 | "Love Me Again"                                    | 68                      | 20                      | 83                      | 73                      | 35                      | —                       | —                       | Love Me Again                                        |
| 1979 | "Hello, Love, Goodbye"                             | —                       | —                       | —                       | —                       | 27                      | —                       | —                       | Love Me Again                                        |
| 1979 | "One Fine Day"                                     | 66                      | 15                      | —                       | 89                      | 4                       | —                       | —                       | Satisfied                                            |
| 1979 | "I'd Rather Leave While I'm in Love"               | 38                      | 3                       | 32                      | 87                      | 1                       | 24                      | —                       | Satisfied                                            |
| 1980 | "Somethin' Bout You Baby I Like" (w/Glen Campbell) | 42                      | 39                      | 60                      | —                       | 36                      | 23                      | —                       | Somethin' Bout You Baby I Like (Glen Campbell album) |
| 1980 | "Fool That I Am"                                   | 46                      | 15                      | 72                      | —                       | —                       | 52                      | —                       | Coast to Coast soundtrack                            |
| 1981 | "The Closer You Get"                               | 103                     | —                       | —                       | —                       | 16                      | —                       | —                       | Heartbreak Radio                                     |
| 1983 | "All Time High"                                    | 36                      | 1                       | —                       | 38                      | 1                       | —                       | 75                      | Octopussy soundtrack                                 |
| 1983 | "Only You"                                         | —                       | 37                      | —                       | —                       | —                       | —                       | —                       | Never Let You Go                                     |
| 1984 | "Something Said Love"                              | —                       | 15                      | —                       | —                       | —                       | —                       | —                       | Inside the Fire                                      |
| 1990 | "I Stand in Wonder"                                | —                       | —                       | —                       | 49                      | 21                      | —                       | —                       | Fire Me Back                                         |

- A B-side of "Fever"